# Boavista (Benfica)
O Bairro da Boavista é um bairro social localizado na freguesia de Benfica, em Lisboa.
Construído em 1941, o Bairro da Boavista tem cerca de 20 mil habitantes, dos quais 15 mil estão inscritos na Junta de Freguesia.
Rodeado pela IC19 e pelo Parque Florestal de Monsanto, fica próximo de grandes hipermercados em Alfragide e Carnaxide, como o Jumbo, Ikea, Aki e o Makro.
A zona é bem servida de transportes com vários autocarros que servem demais localidades de Lisboa.
O bairro está dotado de estabelecimentos comerciais (vários cafés, restaurante, churrascaria, supermercado, papelaria, quiosque, dois talhos, boutique, florista e farmácia), desportivos (polidesportivo de futsal, campo de futebol de 11, piscina, campo de râguebi, clube de ténis), equipamentos sociais e religiosos (posto de limpeza, escola do ensino básico, duas creches, centro infantil, centro de saúde, centro de dia, lar de idosos, gabinete de apoio à família e à comunidade, centro paroquial, igreja), administração pública (a 43ª esquadra da polícia, delegação da Junta de Freguesia de Benfica) e associações recreativas (Clube Social e Desportivo do Bairro da Boavista, Clube Desportivo Lisboa e Águias, Clube de Caça e Pesca, associação de moradores, associação de reformados).